# Trận Willows
Trận Willows (năm 377) diễn ra tại một địa điểm được gọi là ad Salices ("thị trấn bên những cây liễu"), hoặc theo Ammianus, là một trạm nghỉ bên đường có tên Ad Salices ("bên những cây liễu"); có thể nằm trong phạm vi 15 km từ Marcianople (ngày nay thuộc vùng Dobrudja, Bulgaria), mặc dù vị trí chính xác vẫn chưa được xác định. Quân đội Đế quốc Tây La Mã dưới sự chỉ huy của Richomeres tiến về phía tây, trong khi quân đội Đế quốc Đông La Mã dưới sự chỉ huy của Traianus và Profuturus tiến về phía bắc, nơi họ hợp lực để tấn công người Goth — những người vừa nổi dậy dưới sự lãnh đạo của Fritigern và đang tàn phá khu vực bắc Balkan.
Miêu tả duy nhất còn sót lại về trận chiến đến từ Ammianus, người đã không ghi lại nhiều chi tiết; ông mô tả dài dòng về cảnh tượng chết chóc và thương vong, nhưng không đề cập đến số lượng binh lính tham chiến. Có lúc cánh trái quân La Mã bị vỡ trận, nhưng sau đó được củng cố và giữ vững. Trận chiến kết thúc khi màn đêm buông xuống. Kết quả là một trận hòa đẫm máu với tổn thất nặng nề từ cả hai phía; người Goth tiếp tục đóng trại sau vòng tròn xe chiến của họ hơn một tuần sau trận chiến.